# 時空旅人之妻 (電影)
《時空旅人之妻》（英語：The Time Traveler's Wife）是一部2009年的美國愛情電影。本片改編自奧黛麗·尼芬格於2003年所創作的同名愛情小說。由勞勃·史溫凱執導，艾力·班納、瑞秋·麥亞當斯和榮·利文斯通主演。

## 劇情
一場車禍，母親喪生，而孩子卻奇蹟般倖存，他赤裸著身體獲救，然而救人者竟然是來自未來的自己。
原來，亨利·德泰伯尔（Henry DeTamble，艾力·班納飾），這位芝加哥圖書館的一名管理員患上慢性時間錯位症，正在忍受的是一種遺傳而來的“時間混亂”所帶來的麻煩和痛苦，这是一種極其罕見的特殊體質，使得他圍繞著屬於自己的時間線，隨時隨地都會消失或出現。
不斷地在時空當中來來回回地穿梭，最可怕的是，他沒辦法控制自己的能力，只能無奈地任憑命運的擺佈。而且，他每次穿越都赤身裸体，經常鬧出笑話。
在無數次的穿越中，他時常會穿越到同一個地點，那就是女主角克萊爾（Clare Abshire，瑞秋·麥亞當斯飾）家别墅外的樹林中。在那裏他認識了當時才6歲的克萊爾（布鲁克琳·普劳克斯飾），並且告訴她自己是一個時空穿梭者。
而克萊爾也在一次次與亨利的相遇中逐漸愛上了他，夢想著在未來能夠嫁給他，直到他們在圖書館的第一次相遇，他們的時間轴第一次在現实中同步了......他們在克服了層層地阻礙之後，共同邁進了婚姻的殿堂......
然而這段婚姻所衍生出來的問題和複雜性，卻因為亨利對自己的無能為力而增加了很多，他沒辦法控制自己在同一個時空逗留的時間長短，所以他和他的愛人永遠都沒有辦法保持步調一致......

## 演員
- 艾瑞克·巴納 飾演 Henry DeTamble（香港TVB配音：鄧永健）
  - 阿莱克斯·费瑞斯（英语：Alex Ferris） 飾演 年幼的Henry DeTamble（6歲）
- 瑞秋·麥亞當斯 飾演 Clare Abshire DeTamble（香港TVB配音：鄭家蕙）
  - 布鲁克琳·普劳克斯（英语：Brooklynn Proulx） 飾演 年幼的Clare Abshire（6歲及8歲）（香港TVB配音：鄭家蕙）
- 榮·利文斯通 飾演 Gomez
- Jane McLean 飾演 Charisse
- 史蒂芬·托波羅斯基（英语：Stephen Tobolowsky） 飾演 Dr. Kendrick
-  飾演 Richard DeTamble，亨利的父親
- 海莉·麦坎（英语：Hailey McCann）（9歲及10歲）與Tatum McCann（4歲及5歲） 飾演 Alba DeTamble
- 米歇尔·诺尔顿（英语：Michelle Nolden） 飾演 Annette DeTamble
- 瑪姬·卡索（英语：Maggie Castle） 飾演 Alicia Abshire
- 菲奥娜·里德（英语：Fiona Reid） 飾演 Lucille Abshire
- 菲利普·克雷格（英语：Philip J. Craig） 飾演 Philip Abshire
- Brian Bisson 飾演 Mark Abshire

## 製作
本電影的改編權由電影公司B計劃娛樂及新線影業於原著小說未出版之前就已經取得。
原著小說作者奧黛麗·尼芬格於訪問中表示於寫作期間曾想像過如果拍成電影會變成怎樣。當被問到對於現正被改編的電影版本有甚麼期望，奧黛麗·尼芬格則回應「自己腦海中已經有一個想像中的電影版本，所以有點害怕這個想像中的版本會被刪改，這令我覺得有點害怕及毛骨悚然，因為畢竟那些角色已經不屬於我自己。
2003年9月，工作室聘請了美國編劇傑瑞米·李文來撰寫小說的改編劇本，著名導演史提芬·史匹堡及大衛·芬查雖曾簡略表示過對劇本有興趣，但卻始終沒有協商過其製作。
2005年3月，另一位導演葛斯·范·桑與工作室協商執導本電影，但其後卻不了了之。
直至2006年11月，導演勞勃·史溫凱最終被聘請成為本片執導。
2007年1月，新線影業聘請了同為美國編劇布魯士·祖兒·羅賓斯重新編寫傑瑞米·李文的改編劇本，艾力·班納及瑞秋·麥亞當斯正式於同年的4月選為男女主角。
於同年9月10日，開始於多倫多及咸美頓拍攝。
本來預計於2008年秋季上映，但其後卻在沒有任何官方解釋之下推遲上映。瑞秋·麥亞當斯之後表示檔期的延遲是由於需要補拍或重拍一些鏡頭，同時亦加了一個額外鏡頭以草地為背景，可惜由於季節不同的關係而在等待，而且艾力·班納於另一套2009年的電影星空奇遇記中修剪了頭髮，需時長出頭髮，所以基本上是因為等待季節及艾力的頭髮而延遲了。。最終這部電影由華納兄弟於2009年8月14日上映。

## 原聲帶
本電影的配樂於2008年秋季由加拿大電影配樂家麥可·唐納聯同Hollywood Studio Symphony於Ocean Way Recording製作的。
選用生命之屋合唱團的歌曲"Broken"作為預告片及宣傳片的主題曲，電視廣告則選取了沒有被收錄於原聲大碟中的Carolina Liar的歌曲"Show Me What I'm Looking For"。
此外，本電影亦收錄了由加拿大獨立搖滾樂隊Broken Social Scene翻唱歡樂分隊的"Love Will Tear Us Apart"。
官方原聲大碟以下載形式於2009年8月11日由新線唱片發佈，實體CD則由迪卡唱片公司發行，但一般而言只能從美國以外的銷售商購得。
| 評論得分       | 評論得分 |
| 來源           | 評分     |
| -------------- | -------- |
| Filmtracks.com | [ 16 ]   |

| 時空旅人之妻（電影原聲帶） | 時空旅人之妻（電影原聲帶） | 時空旅人之妻（電影原聲帶） | 時空旅人之妻（電影原聲帶）                        | 時空旅人之妻（電影原聲帶） |
| 曲序                       | 曲目                       | 作曲                       | 作詞                                              | 时长                       |
| -------------------------- | -------------------------- | -------------------------- | ------------------------------------------------- | -------------------------- |
| 1.                         | Es ist ein Ros entsprungen |                            |                                                   | 0:51                       |
| 2.                         | I'm You Henry              |                            |                                                   | 2:30                       |
| 3.                         | Meadow                     |                            |                                                   | 3:19                       |
| 4.                         | How Does It Feel?          |                            |                                                   | 1:59                       |
| 5.                         | Diary                      |                            |                                                   | 1:21                       |
| 6.                         | Train                      |                            |                                                   | 1:43                       |
| 7.                         | I Don't Feel Alone Anymore |                            |                                                   | 2:22                       |
| 8.                         | Love Will Tear Us Apart    | 殘破的社會場景             | 伊恩·柯蒂斯 彼得·胡克 斯蒂芬·莫里斯 伯納德·薩姆納 | 4:44                       |
| 9.                         | Married to Me              |                            |                                                   | 1:04                       |
| 10.                        | Home                       |                            |                                                   | 1:36                       |
| 11.                        | Do You Know When?          |                            |                                                   | 2:09                       |
| 12.                        | Testing                    |                            |                                                   | 1:04                       |
| 13.                        | Alba                       |                            |                                                   | 2:33                       |
| 14.                        | I Never Had a Choice       |                            |                                                   | 2:58                       |
| 15.                        | Who Would Want That        |                            |                                                   | 2:29                       |
| 16.                        | I Left Him Sleeping        |                            |                                                   | 1:30                       |
| 17.                        | It's a Girl                |                            |                                                   | 2:58                       |
| 18.                        | Five Years                 |                            |                                                   | 2:03                       |
| 19.                        | Try to Stay                |                            |                                                   | 1:40                       |
| 20.                        | New Year's Eve             |                            |                                                   | 1:55                       |
| 21.                        | No Tracks in the Snow      |                            |                                                   | 1:48                       |
| 22.                        | See You Again              |                            |                                                   | 5:42                       |
| 23.                        | Broken                     | 生命之屋合唱團             | 傑森韋德                                          | 4:47                       |
| 总时长：                   | 总时长：                   | 总时长：                   | 总时长：                                          | 55:02                      |

出現在電影中的配樂未收錄於專輯的歌曲
- "Show Me What I'm Looking For" - Performed by Carolina Liar – 4:00
- "Clocks" - Performed by 酷玩樂團 – 5:07
- "Gone to Earth" - Performed by American Analog Set – 7:03

## 外部連結
- 互联网电影数据库（IMDb）上《時空旅人之妻》的资料（英文）
- AllMovie上《時空旅人之妻》的资料（英文）
- Box Office Mojo上《時空旅人之妻》的資料（英文）
- Metacritic上《時空旅人之妻》的資料（英文）